# Bernhard August Beskow
Bernhard August Beskow, född den 4 april 1837 på Lundby, Munktorps socken, Västmanland, död den 31 december 1910 i Göteborg, var en svensk ingenjör och ståldekoratör. 

## Biografi
Beskow studerade vid Slöjdföreningens skola i Göteborg 1857–1858 och tog 1858 inträdesexamen till Teknologiska institutet där han studerade 1858–1860. 1860–1970 arbetade han som elev vid åtskilliga mekaniska verkstäder, järnbruk och var 1871–1977 ritare och materialbokhållare vid Karl Gustafs stads gevärsfaktori. Där lärde han känna konsten att etsa i metall och inbränna förgyllning på densamma, en konst, som infördes i Sverige från Solingen på 1770-talet av Sven Rinman och sedermera utövades i Eskilstuna av Kristian Johannesén. 
Så småningom hade denna industri förfallit i fråga om det konstnärliga utförandet, medan däremot den tekniska traditionen fortlevat bland arbetarna. Beskow övade sig 1878–1880 på egen hand i ståletsning.
Han tillverkade sedan dekorativa sköldar med vapen och emblem, lampetter, solfjädrar, svärd, hillebarder, sablar, värjor, vaser, prydnadsfat och skålar, dryckeshorn, kannor och pokaler, juvelskrin, skrifportföljer och albumpärmar, beslag till kistor, skåp och andra möbler, fotografiramar, skrivbordstillbehör med mera. Hans arbeten är djupetsade på svartprickad oxiderad, blåanlöpt, gråetsad eller förgylld botten; ornamenten är mattetsade, blåanlöpta eller blankpolerade i metallens egen färg eller i förgyllning. Den ornamentala verkan förhöjs genom anbringande av flera färger på stålet vid framställningen av vapensköldar m. m. 
Arbeten av Beskow finns i Nationalmuseum, Nordiska museet, Tekniska skolans museum, Göteborgs stadsmuseum, Slöjdföreningens museum i Göteborg, Columbiamuseet i Chicago och Lybecks museum. Han prisbelöntes flera gånger på utställningar.
Beskow var son till sjökaptenen Jacob Beskow och Ulrika Maria Norman och från 1876 gift med Carolina Herica Amanda Kolthoff. Han var bror till Jacob Fredrik Beskow och syssling till Gustaf Emanuel Beskow. Bernhard August Beskow är begravd på Västra kyrkogården i Göteborg.